# Andrea Bonomi (calciatore)
Andrea Bonomi (Cassano d'Adda, 14 febbraio 1923 – Cassano d'Adda, 26 novembre 2003) è stato un calciatore italiano, di ruolo difensore, capitano del Milan per tre stagioni, tra cui quella dello scudetto 1950-1951.
Soprannominato Ciapin all'inizio della sua carriera, Bonomi fu protagonista da bambino di un episodio che lo lega ad un altro famoso calciatore. All'età di sei anni stava infatti per annegare nell'Adda e venne messo in salvo da un ragazzo di dieci anni, destinato a diventare uno dei più grandi calciatori italiani di tutti i tempi: si trattava infatti di Valentino Mazzola.

## Caratteristiche tecniche
Mediano laterale o all'occorrenza terzino, sopperiva con grinta e dinamismo alle proprie lacune tecniche, risultando un elemento determinante nel settore di centrocampo.

## Carriera

### Club
Dopo gli esordi nel Dopolavoro Pirelli (nel campionato di Serie C 1940-1941), Bonomi passò nel 1941 nelle file del Milan (allora denominato Milano), per la cifra di 500 lire. Con i rossoneri esordì in Serie A il 22 novembre 1942 in Torino-Milan 0-1. In quella stagione disputò altre 3 partite nella massima serie. Con i rossoneri giocò il campionato di guerra del 1944 e successivamente altre 7 stagioni, tutte da titolare e le ultime 3 come capitano. Durante la sua esperienza a Milano vinse una Coppa Latina e uno scudetto nel 1951, il primo dopo 44 anni, in compagnia del trio svedese Gre-No-Li, disputando tutte le 38 partite di campionato.
Nel 1952 passò al Brescia in Serie B, dove restò per due stagioni prima di trasferirsi al Piacenza. Qui disputò le sue ultime 5 partite nel campionato di Serie C 1954-1955, prima di chiudere la carriera nel 1955.

### Nazionale
Nella sua carriera Bonomi disputò una sola partita con la Nazionale italiana, contro la Svizzera il 25 novembre 1951 (1-1).

## Statistiche

### Presenze e reti nei club
| Stagione            | Squadra             | Campionato          | Campionato | Campionato | Coppe nazionali | Coppe nazionali | Coppe nazionali | Altre competizioni | Altre competizioni | Altre competizioni | Totale | Totale |
| Stagione            | Squadra             | Comp                | Pres       | Reti       | Comp            | Pres            | Reti            | Comp               | Pres               | Reti               | Pres   | Reti   |
| ------------------- | ------------------- | ------------------- | ---------- | ---------- | --------------- | --------------- | --------------- | ------------------ | ------------------ | ------------------ | ------ | ------ |
| 1938-1939           | Pirelli             | PD                  | ?          | ?          | -               | -               | -               | -                  | -                  | -                  | ?      | ?      |
| 1939-1940           | Pirelli             | C                   | 0          | 0          | -               | -               | -               | -                  | -                  | -                  | 0      | 0      |
| 1940-1941           | Pirelli             | C                   | 9          | 3          | -               | -               | -               | -                  | -                  | -                  | 9      | 3      |
| Totale Pirelli      | Totale Pirelli      | Totale Pirelli      | 9+         | 3+         |                 | -               | -               |                    | -                  | -                  | 9+     | 3+     |
| 1941-1942           | Milano              | A                   | 0          | 0          | CI              | 0               | 0               | -                  | -                  | -                  | 0      | 0      |
| 1942-1943           | Milano              | A                   | 4          | 0          | CI              | 0               | 0               | -                  | -                  | -                  | 4      | 0      |
| 1943-1944           | Milano              | -                   | -          | -          | -               | -               | -               | CAI                | 10                 | 0                  | 10     | 0      |
| 1944-1945           | Milano              | -                   | -          | -          | -               | -               | -               | TBL                | 13                 | 1                  | 13     | 1      |
| 1945-1946           | Milan               | DN                  | 36+2       | 3+0        | -               | -               | -               | -                  | -                  | -                  | 38     | 3      |
| 1945-1946           | Milan               | A                   | 37         | 0          | -               | -               | -               | -                  | -                  | -                  | 37     | 0      |
| 1947-1948           | Milan               | A                   | 38         | 0          | -               | -               | -               | -                  | -                  | -                  | 38     | 0      |
| 1948-1949           | Milan               | A                   | 29         | 0          | -               | -               | -               | -                  | -                  | -                  | 29     | 0      |
| 1949-1950           | Milan               | A                   | 25         | 0          | -               | -               | -               | -                  | -                  | -                  | 25     | 0      |
| 1950-1951           | Milan               | A                   | 38         | 0          | -               | -               | -               | CL                 | 2                  | 0                  | 40     | 0      |
| 1951-1952           | Milan               | A                   | 22         | 0          | -               | -               | -               | -                  | -                  | -                  | 22     | 0      |
| Totale Milano/Milan | Totale Milano/Milan | Totale Milano/Milan | 239+2      | 3+0        |                 | 0               | 0               |                    | 25                 | 1                  | 266    | 4      |
| 1952-1953           | Brescia             | B                   | 31         | 0          | -               | -               | -               | -                  | -                  | -                  | 31     | 0      |
| 1953-1954           | Brescia             | B                   | 16         | 0          | -               | -               | -               | -                  | -                  | -                  | 16     | 0      |
| Totale Brescia      | Totale Brescia      | Totale Brescia      | 47         | 0          |                 | -               | -               |                    | -                  | -                  | 47     | 0      |
| 1954-1955           | Piacenza            | C                   | 5          | 0          | -               | -               | -               | -                  | -                  | -                  | 5      | 0      |
| Totale carriera     | Totale carriera     | Totale carriera     | 300+2      | 6+0        |                 | 0               | 0               |                    | 25                 | 1                  | 327    | 7      |

### Cronologia presenze e reti in nazionale
| Cronologia completa delle presenze e delle reti in nazionale ― Italia | Cronologia completa delle presenze e delle reti in nazionale ― Italia | Cronologia completa delle presenze e delle reti in nazionale ― Italia | Cronologia completa delle presenze e delle reti in nazionale ― Italia | Cronologia completa delle presenze e delle reti in nazionale ― Italia | Cronologia completa delle presenze e delle reti in nazionale ― Italia | Cronologia completa delle presenze e delle reti in nazionale ― Italia | Cronologia completa delle presenze e delle reti in nazionale ― Italia |
| Data                                                                  | Città                                                                 | In casa                                                               | Risultato                                                             | Ospiti                                                                | Competizione                                                          | Reti                                                                  | Note                                                                  |
| --------------------------------------------------------------------- | --------------------------------------------------------------------- | --------------------------------------------------------------------- | --------------------------------------------------------------------- | --------------------------------------------------------------------- | --------------------------------------------------------------------- | --------------------------------------------------------------------- | --------------------------------------------------------------------- |
| 25-11-1951                                                            | Lugano                                                                | Svizzera                                                              | 1 – 1                                                                 | Italia                                                                | Coppa Internazionale 1948-1953                                        | -                                                                     |                                                                       |
| Totale                                                                |                                                                       | Presenze                                                              | 1                                                                     |                                                                       | Reti                                                                  | 0                                                                     |                                                                       |

## Palmarès
- Campionato italiano: 1

Milan: 1950-1951
- Coppa Latina: 1

Milan: 1951